# 三葉草湖 (印第安納州)
三葉草湖（英語：Shamrock Lakes）是一個位於美國印地安納州布萊克福德縣的城鎮。

## 地理
三葉草湖的座標為40°24′41″N 85°25′37″W / 40.41139°N 85.42694°W，而該地的平均海拔高度為269米（即883英尺）。

## 人口
根據2010年美國人口普查的數據，三葉草湖的面積為0.83平方千米，當中陸地面積為0.69平方千米，而水域面積為0.14平方千米。當地共有人口231人，而人口密度為每平方千米278人。